# 石岡瑛子
石岡 瑛子（いしおか えいこ、1938年7月12日 - 2012年1月21日）は、東京府出身のアートディレクター、テキスタイルデザイナー。
妹は同じくアートディレクター、イラストレーターの石岡怜子。米国映画芸術科学アカデミー協会 (Academy of Motion Picture Arts and Sciences) 会員。

## 略歴
お茶の水女子大学附属中学校・ お茶の水女子大学附属高等学校を経て、東京藝術大学美術学部図案計画科を卒業後、資生堂宣伝部に入社。村瀬秀明、中村誠らとともにグラフィックデザイナー、アートディレクターとして活動した。
1970年、石岡瑛子デザイン室として独立し、パルコや角川書店などの広告で1970年代の日本で活躍。1980年代からは活動拠点をニューヨークに移し、メディアに限定されない分野で国際的に活動した。映画や演劇では、セットデザインと衣装デザインの両方を手がけたほか、衣装のみ担当した作品も少なくない。
主な受賞歴に、フランシス・フォード・コッポラ監督作品の『ドラキュラ』でアカデミー衣裳デザイン賞（第65回）、マイルス・デイヴィスのアルバム『TUTU』のジャケットのデザインでグラミー賞（第29回）受賞。
1996年には第49回カンヌ国際映画祭で審査員を務めた。
2002年には、紫綬褒章を受章。ジョージ・ルーカス、フランシス・フォード・コッポラらと交流が深かった。
2008年北京オリンピックの開会式では衣装デザインを担当した。
2011年、長年交際していたプロデューサーのニコ・ソウルタナキスと結婚。
2012年1月21日、膵臓癌のために死去（73歳没）。

## 受賞歴
主な受賞歴は以下の通り。
- 1964年、電通賞「資生堂の広告」
- 1965年、日宣美賞(日本宣伝美術会)「シンポジウム現代の発見」
- 1969年、通商産業大臣賞「パルコカレンダー」
- 1975年、毎日産業デザイン賞(第21回)「パルコの広告デザイン」
- 1975年、ADC会員賞(東京アートディレクターズクラブ)「パルコのアートディレクション」
- 1980年、ワルシャワ国際ポスタービエンナーレ展特別賞 (第8回)「パルコのポスター」
- 1985年、カンヌ国際映画祭芸術貢献賞(第38回)「Mishima: A Life In Four Chapters」(美術監督)
- 1987年、グラミー賞(第29回)「マイルス・デービス『TUTU』のアートワーク」(ジャケットデザイン）[5]
- 1988年、ニューヨーク批評家協会賞(第39回)「ブロードウェイプロダクション『M.バタフライ』の美術監督」
- 1988年、トニー賞ノミネート〔昭和63年〕「M.バタフライ」(美術監督)
- 1988年、ACE賞(Annual Network Award for Cable Excellence)(第9回)「RIP VAN WINKLE」
- 1992年、アート・ディレクターズクラブ・ホール・オブ・フェーム栄誉殊勲者(米国)
- 1993年、日本宣伝賞山名賞(第38回)
- 1993年、アカデミー賞衣装デザイン賞(第65回)「BRAM STOKER'S DRACULA(邦題:ドラキュラ)」[1]
- 1993年、勝見勝賞(第6回)
- 1994年、BAFTAノミネーション「ドラキュラ」
- 1994年、THE ART AWARD OF THE MULTIMEDIA GRAND PRIX 「MECHANISMS OF DENSITY」(ミュージックビデオ演出)
- 2002年、紫綬褒章
- 2012年、旭日小綬章（没後追贈）[6]

## 作品

### グラフィック・デザイン
- マイルス・デイヴィスのアルバム『TUTU』（1987年 第29回グラミー賞 最優秀アルバム・パッケージ）

### 映画
- Mishima: A Life In Four Chapters （1985年、美術）
- クローゼット・ランド Closet Land（1991年、美術・衣装、ラダ・ヴァラドワジ監督）
- ドラキュラ Bram Stoker's Dracula （1992年、衣裳）アカデミー賞衣装デザイン賞受賞[1]
- ザ・セル The Cell （2000年、衣裳）
- 落下の王国 The Fall （2006年、衣裳）
- インモータルズ -神々の戦い- Immortals （2011年、衣裳）
- 白雪姫と鏡の女王 Mirror Mirror （2012年、衣裳）アカデミー賞衣装デザイン賞ノミネート

### 舞台
- 演劇・ブロードウェー 『M.バタフライ』（1988年、舞台美術・衣装 ニューヨーク映画批評家協会賞）
- オペラ「忠臣蔵」（1997年、美術監督、三枝成彰作）
- オペラ・オランダ国立歌劇場 『ニーベルングの指環』（1997年）
- サーカス・シルク・ドゥ・ソレイユ 『ヴァレカイ』（2002年）
- 演劇・ブロードウェー 『スパイダーマン』（2011年、衣装）

### その他
- ビョーク ミュージック・ビデオ  『コクーン (ビョークの曲)（英語版）』（2002年）
- ソルトレークシティオリンピック カナダ・スイス・スペイン・日本チーム　競技ウェア[7]
- 北京オリンピック開会式・衣装

## 関連情報

### 著書
- 『おんなのクリエイトブック』(1979年 講談社 日本語)
- 『肖像神話 - 迷宮の画家タマラ・ド・レンピッカ』（1981年 PARCO出版 日本語）
- 『Eiko by Eiko』（1983年 英語 風姿花伝の訳書） ISBN 978-0224030168
- 『レニ・リーフェンシュタール ライフ』（1992年 求龍堂 日本語）ISBN 978-4763091239
- 『石岡瑛子風姿花伝 - Eiko by Eiko』（2000年 求龍堂 日本語）
- 『Eiko on Stage』（2000年 英語）ISBN 978-0935112535
- 『私デザイン』-（2005年 講談社 日本語）ISBN 978-4062120838
- 『石岡瑛子 ggg Books 68』-（2005年 ギンザグラフィックギャラリー 日本語）ISBN 978-4887523449

### 関連書籍
- 『TIMELESS　石岡瑛子とその時代』（評伝、河尻亨一著・2020年 朝日新聞出版）ISBN 978-4022517340

### 論文
- 国立情報学研究所収録論文 国立情報学研究所